# Bantrach Bridge
Die Bantrach Bridge ist eine Straßenbrücke in der schottischen Streusiedlung Edinkillie in der Council Area Moray. 1987 wurde die Bogenbrücke in die schottischen Denkmallisten in der Denkmalkategorie C aufgenommen.

## Geschichte
James Grant, 8. Baronet, zwischen 1790 und 1795 Abgeordneter des lokalen Wahlkreises Banffshire im House of Commons, veranlasste den Bau der Bridge of Bantrach vermutlich um 1790. Sie war Teil einer neuen Straße, welche die Strecke zwischen Grantown-on Spey und Elgin verkürzen sollte. Im Zuge einer Instandsetzung wurden gusseiserne Verstärkungen eingebracht. Bei einer Restaurierung im Jahre 1980 wurden die Brüstungen verputzt.
Dem verheerenden Hochwasser mehrerer Flüsse in Moray im August 1829 fielen auch verschiedene Brücken über den Divie und den Findhorn zum Opfer. Zu diesen zählte beispielsweise das ein kurzes Stück flussabwärts gelegene Vorgängerbauwerk der Bridge of Divie. Die Bantrach Bridge widerstand hingegen den Wassermassen.

## Beschreibung

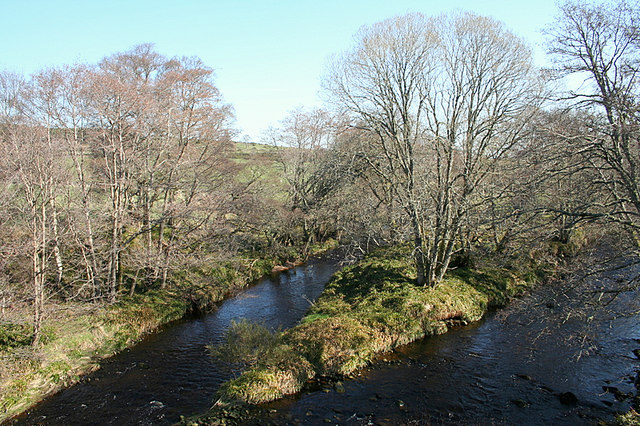
Blick von der Bantrach Bridge auf die Mündung des Berry Burns

Der Mauerwerksviadukt überspannt den Divie am Ostrand der Streusiedlung Edinkillie direkt jenseits der Einmündung des Berry Burns. Das Mauerwerk der Bogenbrücke besteht aus grob zu Quadern behauenem Bruchstein. Sie überspannt den Divie mit einem ausgemauerten Segmentbogen, dessen Spanne etwa 10,7 Meter beträgt. Flache Brüstungen, die an der Südseite leicht auffächern, begrenzen die schmale Fahrbahn. Da das Südufer etwas höher gelegen ist als das Nordufer, weist das Brückendeck ein Gefälle auf. Die Bantrach Bridge führt eine untergeordnete Straße von geringer infrastruktureller Bedeutung.
Neben der Bridge of Divie, der Bridge of Logie und dem ein kurzes Stück flussabwärts querenden Edinkillie Railway Viaduct ist die Bantrach Bridge eine von vier denkmalgeschützten Brücken über den 19 Kilometer langen Fluss.